# Sanatorium total verrückt
Sanatorium total verrückt ist eine deutsche Filmkomödie aus dem Jahre 1954 von Alwin Elling.

## Handlung
Der sich als „Wunderdoktor“ gebende, angebliche Professor Sandowsky überredet Adda Radewald, eine Gutsbesitzerin in den ‘besten Jahren’, dazu, ihr weitläufiges Anwesen für ein neu zu eröffnendes Sanatorium zur Verfügung zu stellen. Der bereits gewählte Name Jugendquell soll Programm werden: Die meist mit üppigem Gewicht ausgestatteten Damen in eher fortgeschrittenem Alter sollen hier die Möglichkeit bekommen, mit einigem professoralen Hokuspokus wie Lachtherapie, Schlammtreten und Pendelbehandlung Pfunde zu verlieren und sich dadurch bald deutlich jünger zu fühlen. Dabei soll der zahlungskräftigen Kundschaft das ganz gewöhnliche Wasser des nahe liegenden Mühlengrabens als „heilende Quelle“, das man in ein Schwimmbassin umleiten möchte, teuer verkauft werden. In diesem Glauben reisen bald zahlreiche Kundinnen zum Sanatorium an.
Die Bewohner des nahe liegenden Dorfes, allen voran Gutsbesitzerin-Tochter Inge, glauben nicht an den ganzen Kurquellen-Spuk. Die junge Frau ist fest davon überzeugt, dass man mit Sandowsky einem Scharlatan aufzusitzen droht. Als Verbündeten kann sie den Sohn des Mühlenbesitzers gewinnen, der natürlich weiß, dass der selbsternannte „Wunderheiler“ überhaupt nicht über die Mühle und das Mühlenwasser verfügen kann, da es nicht zum Gutsbesitz gehört. Als dann auch noch mit ihrer Cousine Evelyn die wahre Erbin der Mühle inkognito im Dorf auftaucht und sich mit dem ebenfalls skeptischen Dorfarzt Dr. Wendt verbündet, bricht das Kartenhaus des „professoralen“ Schwindlers, der bereits von seiner Patientin Frau von Hasselfeld als Ganove entlarvt wurde, in sich zusammen. Sandowsky versucht sich mit dem ergaunerten Geld und dem gestohlenen Schmuck rechtzeitig abzusetzen, wird jedoch von den Einheimischen in einem turbulenten Finale an seiner Flucht gehindert.

## Produktionsnotizen
Die Dreharbeiten fanden wohl im Spätherbst 1953 und Frühwinter 1953/54 im Filmatelier Göttingen sowie mit Außenaufnahmen in der Nähe Göttingens, in Niedersachsen, statt. Die Uraufführung erfolgte am 4. März 1954 in Hannover, der Heimatstadt von Regisseur Elling. Die Berliner Premiere war am 17. Juli 1957.
Adolf Elling und Harry Grimm übernahmen die Produktionsleitung, Heinrich C. Richter und Bruno Lutz gestalteten die Filmbauten.

## Kritik
Im Lexikon des Internationalen Films heißt es knapp: „Lustspiel mit geschmacklosen Witzen.“